# Pays de Saverne plaine et plateau
Il s'agit d'un pôle d'équilibre territorial et rural (PETR) comprenant les communautés de communes suivantes :
- Communauté de communes du Pays de Saverne
- Communauté de communes de Hanau-La Petite Pierre
- Communauté de communes de l'Alsace Bossue